# حلقات أورانوس

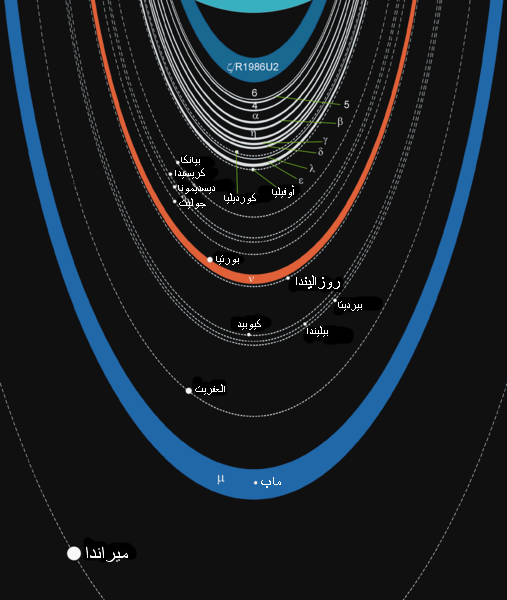
مخطط يوضح نظام حلقات وأقمار أورانوس. تشير الخطوط غير المتقطعة إلى الحلقات فيما تشير الخطوط المتقطعة إلى مدارات الأقمار.

حلقات أورانوس هي نظام من الحلقات يُحيط بكوكب أورانوس، متوسطة في التعقيد مقارنة بحلقات زحل الأكثر كثافةً والنظامين الأكبر بساطة لحلقات المشتري ونبتون. يعود فضل اكتشاف حلقات أورانوس إلى كل من جيمس إيليوت وإدوارد دبليو دونهام وجيسيكا مينك يوم العاشر من مارس عام 1977. قال ويليام هيرشل أنه لاحظ تلك الحلقات عام 1798؛ لكن علماء الفلك المعاصرين منقسمون على أنه رأى الحلقات لأنها مُعتمة وباهتة جدًا.
حُددت تسع حلقات مميزة بحلول عام 1978، واكتُشفت حلقتان إضافيتان عام 1986 في صور التقطتها المركبة الفضائية فوياجر 2، وعُثر على حلقتين خارجيتين في صور التقطها مرصد هابل الفضائي بين عامي 2003-2005. تُرتب الحلقات الثلاث عشرة المعروفة من الأقرب إلى الأبعد عن الكوكب: 1986 يو2آر/زيتا، 6، 5، 4، ألفا، بيتا، إتا، غاما، دلتا، لامدا، إبسيلون، نو، مو. يترواح نصف قطر تلك الحلقات بين 38 ألف كيلومتر للحلقة 1986يو2 آر/زيتا إلى ما يقارب 98 ألف كيلومتر للحلقة مو. توجد أشرطة من الغبار الباهت وأقواس غير مكتملة بين الحلقات الأساسية. هذه الحلقات مُعمتةً جدًا، إذ لا تتعدى نسبة وضاءة بوند في الحلقات 2%. تتكون هذه الحلقات على الأرجح من مياه متجمدة بالإضافة إلى مواد عضوية معتمة مُعالجة إشعاعيًا.
لا يتجاوزعرض حلقات أورانوس المبهمة بضعة كيلومترات، يحتوي نظام الحلقات على بعض الغبار، ويتألف بمعظمه من أجسام كبيرة يتراوح قطر كل منها من 0,2 متر حتى الـ20 متر. تظهر بعض الحلقات عند رؤيتها رقيقةً، تتركب الحلقات 1986يو 2آر/زيتا ونو ومو من جسيمات غبارية صغيرة، بينما تحوي الحلقة لامدا الضيقة والباهتة أجسامًا أكبر حجمًا. قد يكون النقص النسبي للغبار في نظام الحلقات ناتجًا عن الإعاقة الديناميكيّة الهوائيّة لطبقة الإكسوسفير لأورانوس.
يُعتقد أن حلقات كوكب أروانوس صغيرة في العمر نسبيًا، إذ لا يتعدى عمرها 600 مليون سنة. نشأ نظام حلقات أورانوس على الأغلب من اندماج حطام عدة أقمار كات محيطة بالكوكب. إذ انقسمت الأقمار، بعد الاندماج إلى عدة جسيمات بقيت مشكلةً حلقات ضيقة وكثيفة مرتبةً في مناطق استقرارها الأقصى.
لم تُفهم بدرجة وافية الآلية التي تبقي الحلقات الضيقة في موضعها، إذ افتُرض بدايةً أن لكل حلقة ضيقة زوجين من الأقمار الرعاة الذان يُحافظان على شكلها، واكتشتف المركبة فوياجر 2 عام 1986 زوجًا من الأقمار الرعاة (كورديليا وأوفيليا) حول الحلقة الأكثر لمعانًا إبسيلون.

## الاكتشاف
يأتي أول ذكر لنظام حلقات أورانوس من ملاحظات ويليام هيرشل الذي فصل رصده لكوكب أورانوس في القرن الثامن عشر، احتوت الملاحظات على هذا المقطع: «الثاني والعشرين من فبراير 1789: يُشتبه بوجود حلقة». رسم هيرشل مخططًا صغيرًا للحلقة وأشار إلى أنها تميل قليلًا للون الأحمر. أكد مرصد كيك في هاواي منذ ذلك الحين أن ذلك صحيح على الأقل بالنسبة للحلقة نو. نُشرت ملاحظات هيرشيل في مجلة الجمعية الملكية عام 1797. لم تُذكر الحلقات إطلاقًا من عام 1797 وعام 1977. يضع ذلك شكًا حقيقيًا حول ما إذا كان هيرشل رأى حلقات لم يرَها مئات علماء الفلك. يُقال أن هيرشيل قدم وصفًا دقيقًا لقياس الحلقة إبسيلون بمقارنتها مع كوكب أورانوس وتغيراتها ولونها خلال دوران أورانوس حول الشمس.
كان الاكتشاف المؤكد لحلقات أورانوس على يد علماء الفلك جيمس إيليوت وإدوارد دبليو دونهام وجيسيكا مينك في يوم العاشر من شهر مارس عام 1977 باستخدام مرصد كايبر، ووقع هذا الاكتشاف من قبيل الصدفة. خطط العلماء الثلاثة لاستخدام احتجاب النجم إس آيه أو 158687 بكوكب أورانوس لدراسة الغلاف الجوي للكوكب. عندما حُلل ما رصدوه، وجدوا أن النجم يختفي لفترة وجيزة عن الرؤية خمس مرات قبل وبعد أن يحجبه الكوكب. وخلصوا إلى وجود نظام من الحلقات الضيقة. أشير إلى أحداث الاحتجاب الخمسة بالأحرف اليونانيّة (ألفا، وبيتا، وغاما، ولامدا، وإبسيلون) في الأوراق البحثية التي نشرها العلماء الثلاثة. استُخدم تمييزهم لتلك الحلقات بصفتها أسماءً لتلك الحلقات. وجدوا، لاحقًا، أربع حلقات إضافية: واحدة بين الحلقتين بيتا وغاما وثلاثة حلقات داخل الحلقة ألفا. سُميت الحلقة الأولى منها إيتا بينما اعتمد تسمية الثلاثة الأخرى بالأرقام 4 و5 و6 وفقًا لترقيم أحداث الاحتجاب الثلاثة على إحدى أوراقهم البحثية. يُعدّ نظام حلقات أورانوس ثاني نظام حلقات يُكتشف ضمن المجموعة الشمسية بعد نظام حلقات زحل.
صُورت الحلقات مباشرةً عندما عبرت المركبة الفضائية فوياجر 2 نظام كوكب أورانوس في عام 1986. كُشف عن حلقتين إضافيتين ما أوصل عدد الحلقات الكامل إلى أحد عشر حلقة. التقط مرصد هابل الفضائي زوجين من الحلقات لم تُرَيا من ذي قبل بين عامي 2003-2005 ما أوصل عدد حلقات الكوكب إلى ثلاثة عشر حلقة. وضاعف اكتشاف هذه الحلقات الخارجية نصف قطر نظام الحلقات المعروف لأورانوس. كما صوّر مرصد هابل الفضائي أيضًا قمرين صغيرين للمرة الأولى أحدهما يدعى ماب والذي يتشارك مداره مع الحلقة الأبعد خارجيًا والمكتشفة حديثًا مو.

## الخصائص العامة

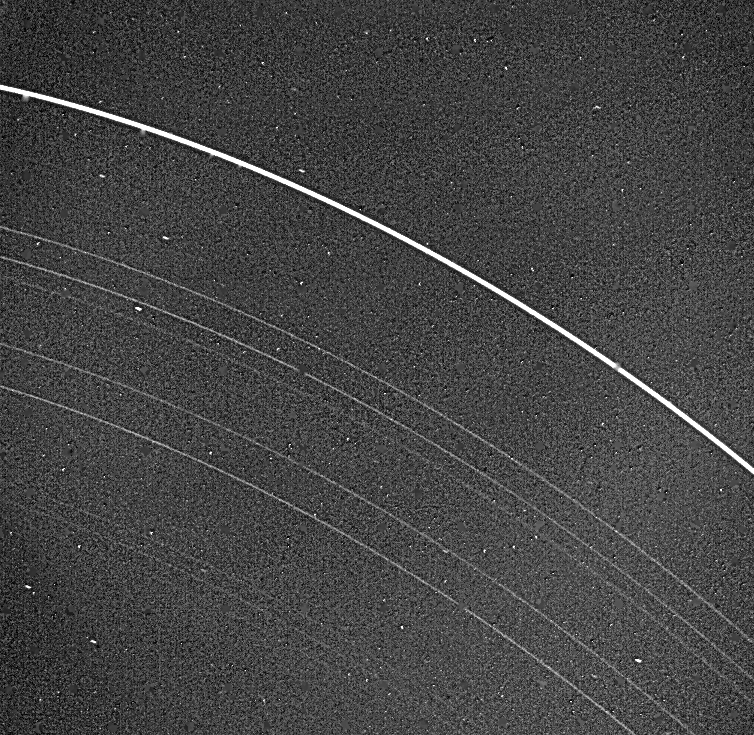
حلقات أورانوس الداخلية. الحلقة الخارجية اللامعة هي حلقة إبسيلون (أكثر حلقات أورانوس لمعانًا) وتظهر في الصورة ثمانية حلقات أخرى

يتكون نظام حلقات أورانوس من ثلاث عشرة حلقة. ترتيبها من الأصغر إلى الأكبر: (1986يو2 آر/زيتا، 6، 5، 4، ألفا، بيتا، إيتا، غاما، دلتا، لامدا، إبسيلون، نو، مو). يمكن تقسيمها إلى ثلاث مجموعات: تسع حلقات ضيقة أساسية (6، 5، 4، ألفا، بيتا، إيتا، غاما، دلتا، إبسيلون)، حلقتان من الغبار (1986يو2آر/زيتا، لامدا)، وحلقتان خارجيتين (نو، مو). تتألف حلقات كوكب أورانوس بشكل أساسي من جسيمات كبيرة وقليل من الغبار، على الرغم من أن الغبار موجود في الحلقات (1986يو2آر/زيتا، إيتا، دلتا، لامدا، نو، مو). بالإضافة لتلك الحلقات الشهيرة قد توجد أشرطة غبارية عديدة باهتة وحلقات رقيقة بين هذه الحلقات. قد توجد الحلقات الرقيقة والأشرطة الغبارية بصورة مؤقتة فحسب أو أنها تتألف من عدة أقواس منفصلة التي يُلاحظ وجودها أحيانًا خلال أحداث الاحتجاب. أصبح عدد من تلك الحلقات مرئيًا خلال سلسلة من أحداث عبور المستوى لتلك الحلقات عام 2007. رصدت مركبة فوياجر 2 عددًا من الأشرطة الغبارية بين الحلقات في هندسة متبعثرة للأمام. تُظهر كل حلقات أورانوس اختلافات سمتية في السطوع.
تتألف الحلقات من مادة مُعتمة جدًا. لا تتعدى نسبة البياض الهندسي لجسيمات الحلقات نسبة 5-6%، بينما نسبة وضاءة بوند قليلةً إذ لا تتجاوز 2%. تُظهر الحلقات صعودًا معاكسًا شديدًا -وهو زياة في الوضاءة عندما تقترب زاوية الطور من الصفر، وهذا يعني أن وضاءتها أقل بكثير عندما تُرصد خارج المعاكسة بقليل. يكون لون هذه الحلقات أحمر خفيف في الأجزاء فوق البنفسجية والمرئية من الطيف، ويكون لونها رمادي في الأجزاء القريبة من جزء الأشعة تحت الحمراء من الطيف. تُظهر الحلقات خصائص طيفية لا يمكن التعرف عليها، ولا يُعرف التركيب الكيميائي للحلقات. لا يمكن أن تكون مكونة من مياه المتجمد نقية مثل حلقات زحل لانها معتمة جدًا، فهي أعتم من أقمار أورانوس الداخلية ذاتها. يُشير هذا إلى أنها تتكون من مزيج من الماء المتجمد ومادة مُعتمة. طبيعة هذه المادة غير معروفة، ولكن يُعتقد أنها قد تكون عبارة عن مركبات عضوية تعرضت للتعتيم الكبير الذي تسببه الجسيمات المشحونة الإشعاعية من طبقة الماغنيتوسفير لكوكب أورانوس. قد تكون جسيمات هذه المادة مكونة من مادة معالجة بشدة التي كانت في بادئ الأمر مشابهة لتلك الموجودة في الأقمار الداخلية.
لا يشبه نظام حلقات أورانوس حلقات المشتري الخافت والغباري ولا نظام حلقات زحل الواسع والمعقد، المكون من مادة ساطعة جدًا وهي الماء المتجمد. توجد أوجه شبه مع نظام حلقات زحل؛ فكل من الحلقتين إف لكوكب زحل وإبسيلون لكوكب أورانوس ضيقتان، ومعتمتان نسبيًا، ويرعاهما زوجان من الأقمار. تشبه الحلقات الخارجية المكتشفة حديثًا لكوكب أورانوس نو ومو حلقات كوكب زحل جي وإيه. كما تشبه الحليقات الضيقة من حلقات كوكب زحل العريضة حلقات كوكب أورانوس الضيقة. قد تكون أشرطة الغبار التي رُصدت بين الحلقات الرئيسية لأورانوس مشابهة لحلقات المشتري. وعلى النقيض من ذلك، يشبه نظام حلقات نيبتون نظام حلقات أورانوس إلى حدٍ كبير، وهذا على الرغم من أنه أقل تعقيدًا وأكثر قتامة ويحتوي على غبار أكثر؛ وتتوضع حلقات نيبتون أيضًا على مسافة أبعد من الكوكب.

## وصلات خارجية
- حلقات أورانوس - استكشاف ناسا للمجموعة الشمسية (بالإنجليزية)
- حقائق عن حلقات أورانوس (بالإنجليزية)
- مرصد هابل الفضائي يكتشف حلقتين وقمرين يدوران حول أورانوس (بالإنجليزية)